# Gorgonia occatoria
Gorgonia occatoria är en korallart som först beskrevs av Achille Valenciennes 1855.  Gorgonia occatoria ingår i släktet Gorgonia och familjen Gorgoniidae. Inga underarter finns listade i Catalogue of Life.